# 安斉敦子
安斉 敦子（あんざい あつこ、1936年 - ）は、日本のデザイナー。

## 来歴
大阪市立工芸高等学校（現：大阪府立工芸高等学校）の図案科で、グラフィックデザインを学ぶ。
1955年、上京して亀倉雄策に師事し、亀倉らが設立した日本デザインセンターにグラフィックデザイナーとして入社する。
1964年東京オリンピックでは、デザイン・ガイド・シート作成の一員となった。
この年の5月には渡仏し、パリでファッションデザイナーの高田賢三と友人になる。